# Xinesos d'Angola
Els xinesos d'Angola són un grup de residents que han arribat a Angola en les últimes dècades.
Milers de treballadors xinesos de la construcció, enginyers, planificadors i personal de suport inclosos metges i cuiners resideixen a Angola, fent del sector de la construcció un gran imant per als xinesos.
Unes 500 empreses xineses han operat a Angola com a part de la reconstrucció de postguerra. La cresta de l'onada va ser al voltant de 2012 quan l'Oficina de Migració i Estrangeria d'Angola, va declarar que 258.920 xinesos residien a Angola, la gran majoria (258.391) amb visats de treball.
El nombre dels xinesos abans de la caiguda dels preus del petroli en l'any 2014 s'ha reduït dràsticament. En 2017, un líder de l'Associació d'Empreses de la Xina va dir a Bloomberg que la població xinesa era d'aproximadament 50.000 persones. Molts xinesos han sortit del país recentment a causa de la creixent delinqüència contra els xinesos, com violacions, robatoris i homicidis, la depreciació moneda d'Angola causa de la caiguda del petroli, i la detenció dels contractes de construcció per empreses xineses.
Durant el brot de febre groga a Angola la primavera de 2016 es va informar que 11 nacionals xinesos havien tornat a la Xina amb la malaltia, amb el darrer cas l'abril de 2016. Els xinesos reforçaren la supervisió i enviaren un equip mèdic a Angola per proporcionar vacunes als nacionals xinesos.